# Херп, Виллем ван
Виллем ван Херп (нидерл. Willem van Herp, 1613/1614, Антверпен — 1677, Антверпен) — фламандский живописец эпохи барокко.

## Жизнь и творчество
Считается одним из учеников Питера Пауля Рубенса. Художник писал картины преимущественно на религиозные и исторические темы, а также бытовые сценки. Практически весь творческий период его жизни прошёл в Антверпене, где в 1637 году он стал членом Гильдии Святого Луки. Здесь же, в Антверпене, он вступил в брак с дочерью живописца Артуса Вольфорта. В этом браке родились две дочери и два сына — Норберт и Виллем.
Многие из произведений Виллема ван Херпа копируют или основываются на сюжетах из произведений Рубенса, Антониса ван Дейка, Якоба Йорданса, Хендрика ван Балена и других антверпенских мастеров. Также ван Херп многое заимствовал из творчества итальянских художников Рафаэля и Гвидо Рени. При выполнении заказов он часто делил работу с другими художниками: Яном ван Кесселем Старшим, Ламбертом де Хонтом Старшим, Виллемом Форшонтом.
Так называемые «кабинетные картины» малого формата работы Виллема ван Херпа отправляли для продажи в Испанию, которой в XVII столетии принадлежали Южные Нидерланды. Художник также практиковал живопись маслом по меди. Его произведения были хорошо известны в Англии.

## Галерея

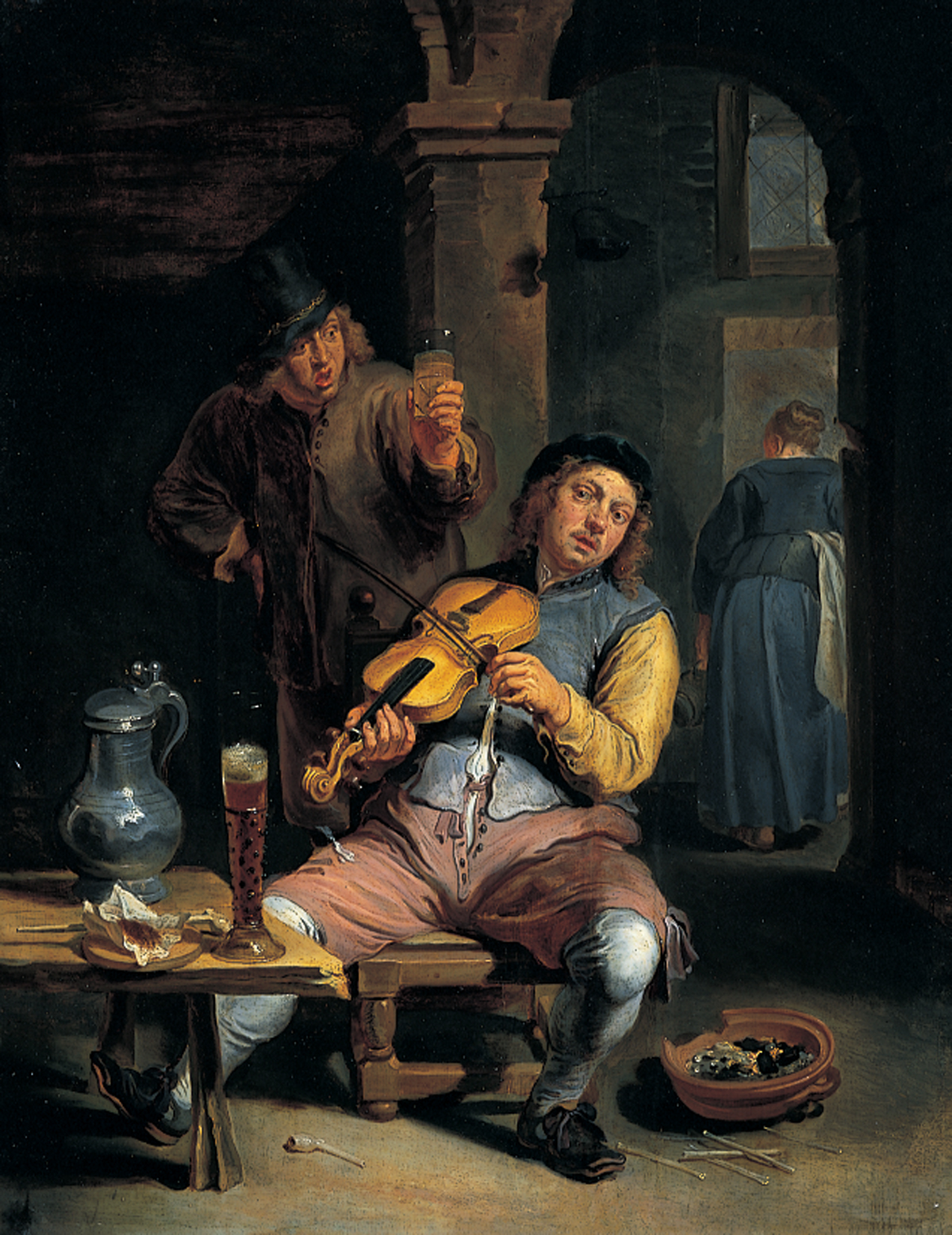
Слепой скрипач
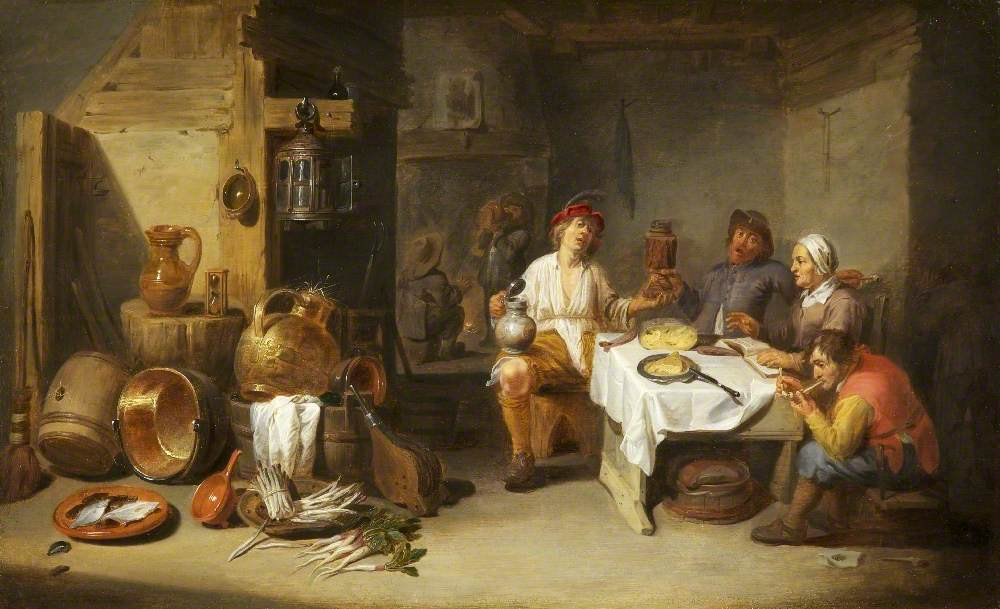
Бедняки за обедом на кухне
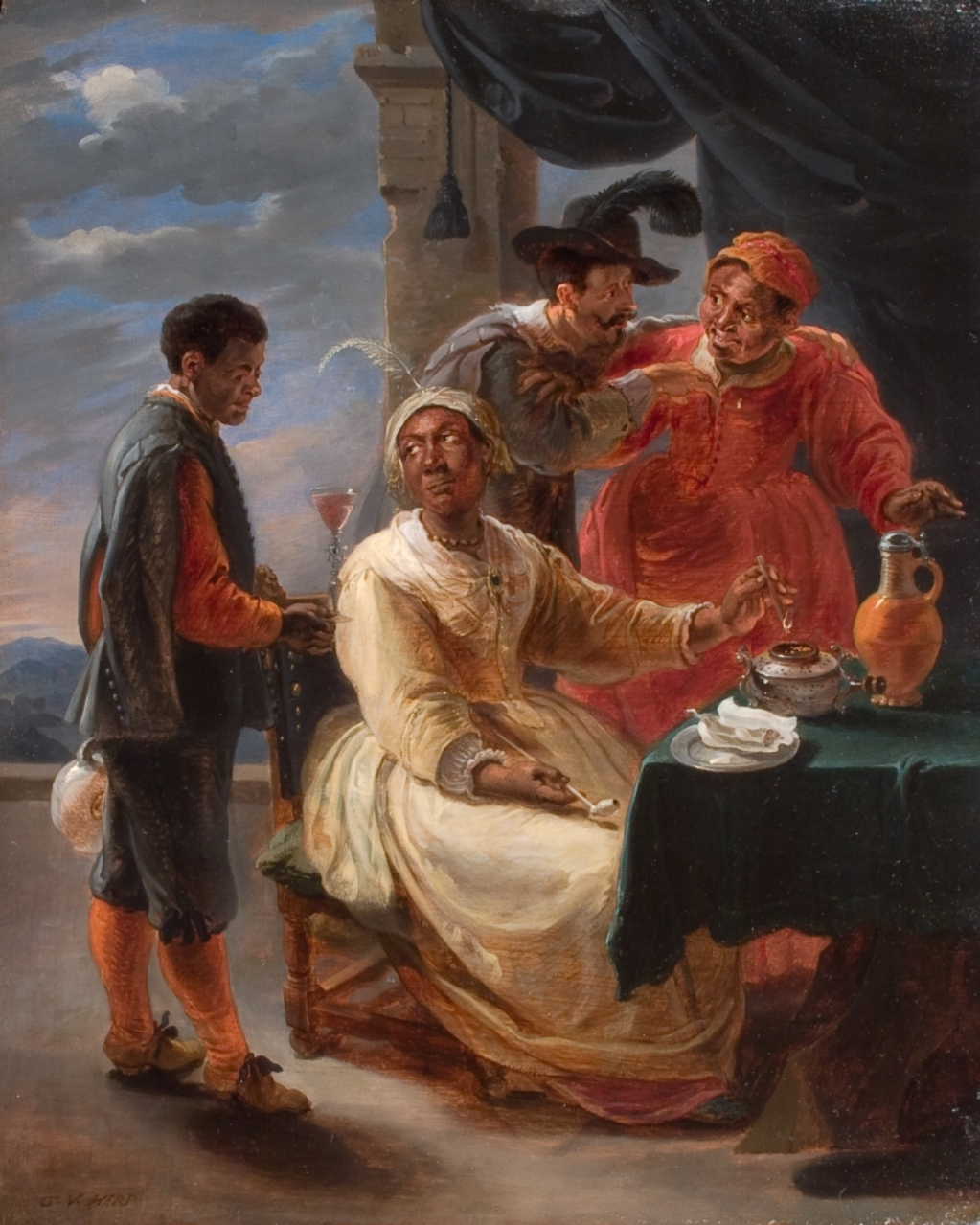
Сцена в борделе. Девицы пьют с клиентами
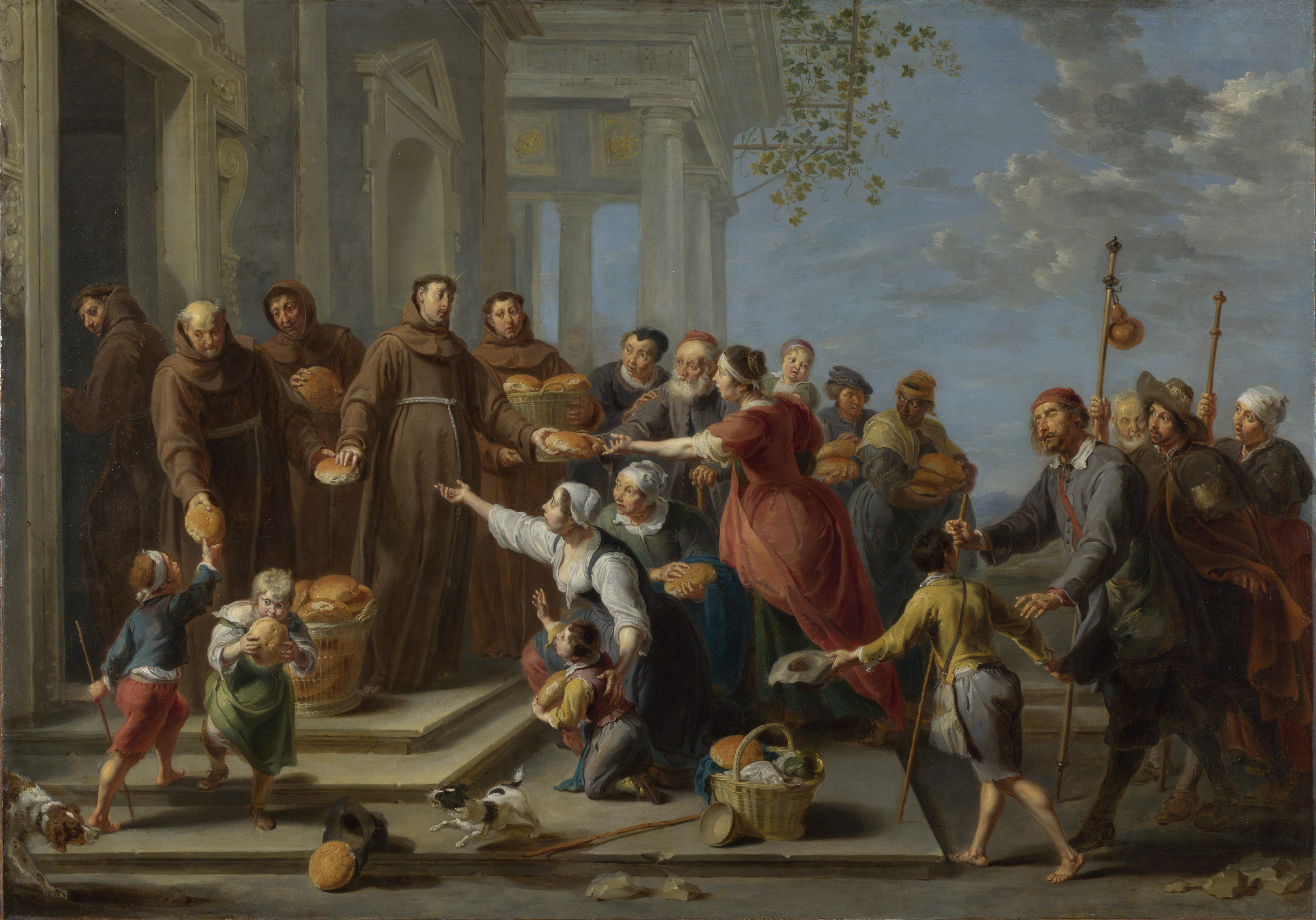
Св. Антоний Падуанский раздаёт нищим хлеб
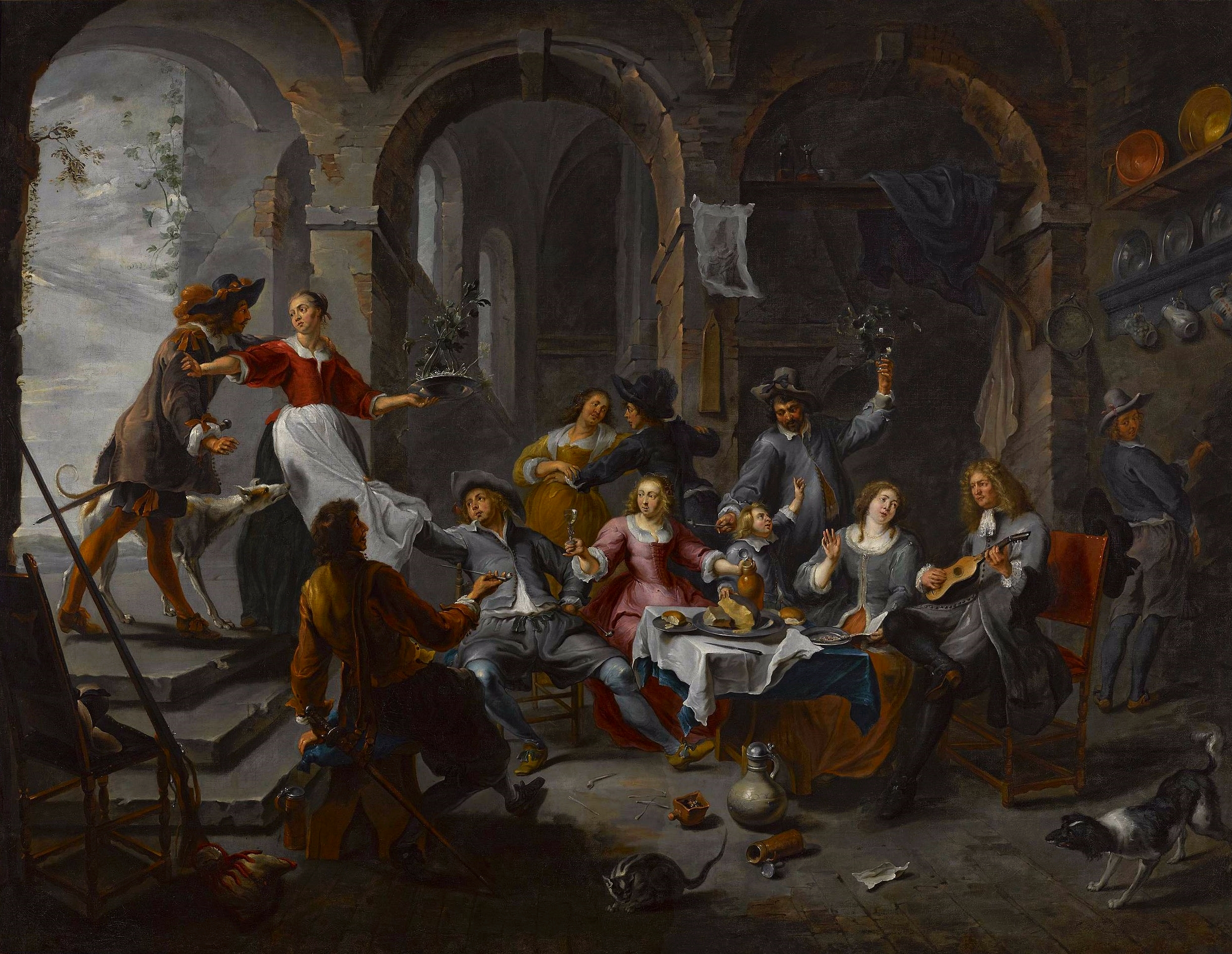
Аллегория пяти чувств
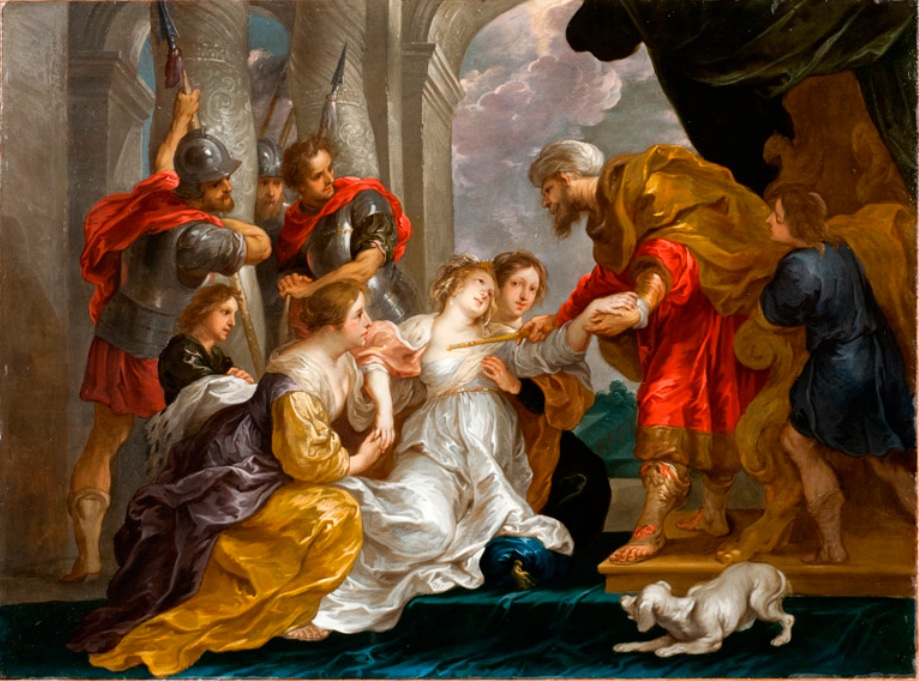
Эстер предстаёт во дворце царя